# Vampiro (cocktail)
Il Vampiro è un cocktail a base di tequila. È una bevanda estremamente popolare in Messico. Il nome deriva dal colore rosso sangue dovuto alla presenza del succo d'arancia. Ha fatto parte della lista dei cocktail ufficiali dell'IBA (nella sezione New Era Drinks) dal 2011 al 2020.

## Composizione

### Ingredienti
- 5 cl tequila silver
- 7 cl succo di pomodoro
- 3 cl succo di arancia
- 1 cl succo di lime fresco
- 1 cucchiaino di miele chiaro
- cipolla tritata finemente
- gocce di salsa worcestershire
- fette di peperoncino rosso per decorare

### Preparazione
Gli ingredienti vanno miscelati in un mixing glass, e poi filtrati all'interno di un bicchiere highball. Completare con ghiaccio e decorazioni. 